# نيكولاس فيغيروا
نيكولاس فيغيروا (بالإسبانية: Nicolás Figueroa) هو لاعب كرة قدم بيروفي في مركز الهجوم، ولد في 24 مايو 2002 في ليما في بيرو. لعب مع Club Deportivo Universidad de San Martín de Porres ‏.

## وصلات خارجية
- نيكولاس فيغيروا على موقع قاعدة بيانات كرة القدم.إي يو (الإنجليزية)
- نيكولاس فيغيروا على موقع Soccerway.com (الإنجليزية)